# Neznosna lahkost bivanja
Neznosna lahkost bivanja (češko Nesnesitelná lehkost bytí) je roman Milana Kundere o dveh ženskah, dveh moških, psu in njihovih življenjih v obdobju Praške pomladi na Češkoslovaškem. Čeprav je napisan leta 1982, je bil objavljen šele dve leti pozneje, v francoskem prevodu (kot L'Insoutenable légèreté de l'être). Izvirno češko besedilo je bilo objavljeno naslednje leto.

## Osebe
- Tomaž: češki kirurg in intelektualec. Tomaž je ženskar, ki živi za svoje delo. Meni, da spolnost in ljubezen nista povezana: občuje z veliko ženskami, vendar ljubi le svojo ženo Terezo.